# Ron Cyrus
Ronald Ray "Ron" Cyrus (Flatwoods, 10 de julho de 1935 — 28 de fevereiro de 2006) foi um político democrata e servidor público americano. É o pai do cantor de música country Billy Ray Cyrus e avô de Christopher Cyrus, Miley Cyrus, Braison Cyrus e Noah Cyrus. Também era irmão de John Cyros.
Cyrus tinha 70 anos quando morreu em 28 de fevereiro de 2006, após lutar contra um câncer de pulmão. Ele está sepultado no Cyrus Family Cemetery em Louisa, Kentucky.